# ريتشارد جونز (ساحر استعراضي)
ريتشارد جونز (بالإنجليزية: Richard Jones)‏ هو ساحر استعراضي بريطاني، ولد في 21 سبتمبر 1990 في لندن في المملكة المتحدة.